# نويل بيلي
نويل بيلي (بالإنجليزية: Noel Bailie)‏ هو لاعب كرة قدم بريطاني في مركز الدفاع، ولد في 23 فبراير 1971 في بلفاست في المملكة المتحدة. شارك مع منتخب أيرلندا الشمالية تحت 21 سنة لكرة القدم ومنتخب أيرلندا الشمالية تحت 23 سنة لكرة القدم. أما مع النوادي، فقد لعب مع نادي لينفيلد.

## وصلات خارجية
- نويل بيلي على موقع قاعدة بيانات كرة القدم.إي يو (الإنجليزية)
- نويل بيلي على موقع Soccerway.com (الإنجليزية)
- نويل بيلي على موقع عالم كرة القدم.نت (الإنجليزية)